# 장흥중학교 (전남)
장흥중학교(長興中學校)는 대한민국 전라남도 장흥군 장흥읍 건산리에 있는 공립 중학교이다.

## 학교 연혁
- 1930년 4월 23일 : 장흥 공립 농잠실수학교 개교
- 1946년 10월 24일 : 장흥 공립 중학교 개교(3년제)
- 1947년 2월 28일 : 초대 김상호 교장 취임
- 2021년 3월 1일 : 제30대 하태석 교장 부임
- 2022년 1월 26일 : 제75회 92명 졸업(총 졸업생 수 20,166명)
- 2022년 3월 2일 : 2022학년도 신입생 77명 입학
- 2023년 3월 1일 : 남학교에서 남녀공학으로 전환

## 주요 시설

### 운동장
장흥중학교 운동장(長興中學校運動場, Jangheung Middle School Field)은 장흥중학교 내에 설치된 스포츠 시설이다. 2006년에 전라남도교육청으로부터 인조잔디 운동장 사업 대상학교로 선정되어 2007년 4월에 준공되었다. 2017년 K7리그 장흥 등의 축구 대회가 개최되었다.

## 참고 문헌
- 장흥중학교 - 한국교육학술정보원 학교알리미